# مات كيوف
مات كيوف (بالإنجليزية: Matt Keough)‏ هو لاعب كرة قاعدة أمريكي، ولد في 3 يوليو 1955 في بومونا في الولايات المتحدة.

## وصلات خارجية
- مات كيوف على موقع دوري كرة القاعدة الرئيسي (الإنجليزية)
- مات كيوف على موقع الدوري الياباني لكرة القاعدة (الإنجليزية)
- مات كيوف على موقعبيزبول رفرنس.كوم (الدوري الرئيسي) (الإنجليزية)
- مات كيوف على موقعبيزبول رفرنس.كوم (الدوري الثانوي) (الإنجليزية)
- مات كيوف على موقع مشجعي الرسوم البيانية (الإنجليزية)
- مات كيوف على موقع IMDb (الإنجليزية)